# Nevado de San Pedro
Nevado de San Pedro är ett berg i Argentina.   Det ligger i provinsen Jujuy, i den norra delen av landet, 1 500 km nordväst om huvudstaden Buenos Aires. Toppen på Nevado de San Pedro är 5 844 meter över havet.
Terrängen runt Nevado de San Pedro är huvudsakligen lite bergig. Nevado de San Pedro är den högsta punkten i trakten. Trakten runt Nevado de San Pedro är nära nog obefolkad, med mindre än två invånare per kvadratkilometer.. Det finns inga samhällen i närheten.
Trakten runt Nevado de San Pedro är ofruktbar med lite eller ingen växtlighet.